# Kabun Mutō
Kabun Mutō (武藤嘉文 Mutō Kabun?,  18 de noviembre de 1926 - 4 de noviembre de 2009) fue un político japonés, parlamentario de la Cámara de Representantes de Japón por el Partido Liberal Democrático y Ministro de Estado. 
Fue Ministro de Agricultura, Gestión Forestal y Pesquerías durante el segundo gabinete de Masayoshi Ōhira (1979 - 1980), Ministro de Economía, Comercio e Industrias en el segundo gabinete de Toshiki Kaifu (1990), Ministro de Asuntos Exteriores en el gabinete de Kiichi Miyazawa (1993) y Director de la Agencia de Gestión y Coordinación en el segundo gabinete de Ryūtarō Hashimoto (1996 - 1997).
Muto además fundó y dirigió un grupo de estudios al servicio del gobierno japonés.
| Predecesor: Michio Watanabe    | 3.º ministro de Agricultura, Gestión Forestal y Pesquerías de Japón 1979-1980 | Sucesor: Takao Kameoka |
| Predecesor: Hikaru Mitsunaga   | 53.º ministro de Economía, Comercio e Industrias de Japón 1990                | Sucesor: Eiichi Nakao  |
| Predecesor: Michio Watanabe    | 119.º ministro de Asuntos Exteriores de Japón 1993                            | Sucesor: Tsutomu Hata  |
| Predecesor: Sekisuke Nakanishi | 19.º Director de la Agencia de Gestión y Coordinación de Japón 1996-1997      | Sucesor: Kōkō Satō     |